# Shipwrecked (singolo)
Shipwrecked è un singolo del gruppo musicale britannico Genesis, pubblicato il 1º dicembre 1997 come secondo estratto dal quindicesimo album in studio Calling All Stations.

## Classifiche
| Classifica (1997) | Posizione massima |
| ----------------- | ----------------- |
| Germania          | 82                |
| Regno Unito       | 54                |